# Eduardo Zepeda-Henríquez
Eduardo Zepeda-Henríquez (Granada, Nicaragua, 6 de marzo de 1930-Madrid, 13 de febrero de 2022) fue un poeta, narrador, crítico literario, catedrático y ensayista nicaragüense. Correspondiente de las Reales Academias Española y de la Historia.

## Biografía
Hijo de Eduvigis Zepeda Jardín y Enriqueta Henríquez Robleto.
Nació en la ciudad nicaragüense de Granada. Tras realizar sus primeros estudios en el colegio Centroamérica de los jesuitas de su ciudad natal, y llevó a cabo sus estudios literarios en Chile y España.
En Nicaragua fue: catedrático de la Universidad Centroamericana, director de la Biblioteca Nacional y director general de Extensión Cultural. En Madrid, fue director de Fondo de Arte, S.A. Premio Nacional de Poesía Rubén Darío de Nicaragua. 
Tuvo dos hijas: Enriqueta y Esperanza Zepeda Aguilar.

## Premios y distinciones
- Violeta de Oro de los Juegos Florales convocados por la Guardia de Honor Rubén Darío de Managua.
- Medalla de Oro del Ayuntamiento de la ciudad Nicaragüense de Chinandega.
- Premio de poesía José María Cantilo, de Madrid.
- Premio de poesía Juan Boscán, de Barcelona.
- Premio de poesía Ángaro, de Sevilla.
- Guadalupano de Honor del Colegio Mayor Nuestra Señora de Guadalupe (Madrid).
- Placa de plata del antiguo Instituto de Cultura Hispánica.
- Encomienda de la Orden de Rubén Darío, Nicaragua;
- Encomienda de la Orden de Isabel la Católica, España.
- Huésped de Honor de la ciudad de Quito (Ecuador).
- Caballero Capitular del Corpus Christi en Toledo.
- Hijo predilecto de Granada de Nicaragua, su ciudad natal.
- Medalla presidencial de la República de Nicaragua.
- Orden Darío Cervantes del Instituto Nicaragüense de Cultura Hispánica.
- Retrato al óleo de cuerpo entero, por Camilo Porta.
- Cabeza en bronce, modelada por Francisco Aparicio.

## Obra poética
- Lirismo (Managua: Editorial San Judas, 1948)
- El principio del canto (Managua: Novedades, 1951)
- Mástiles (Santiago de Chile: Pino, 1952)
- Como llanuras (Madrid: Espasa-Calpe, 1958)
- A mano alzada (Barcelona: Instituto de Estudios Hispánicos, 1964. 2.ª ed. Barcelona: Plaza & Janés, 1970)
- En el nombre del mundo (Madrid: Playor, 1980)
- Horizonte que nunca cicatriza (Sevilla: Colección Ángaro, 1988)
- Mejores poemas (Madrid: Edic. Cultura Hispánica, 1988)
- Al aire de la vida y otras señales de tránsito (Madrid: Verbum, 1992)
- Responso por el siglo vigésimo (Madrid: Verbum, 1996)
- Concierto nacional de la gesta de Sandino (Madrid: Verbum, 2000)
- Amor del tiempo venidero (Managua: Academia Nicaragüense de la Lengua, 2001)
- Canto rodado de personas y lugares (Madrid: Verbum, 2004)
- Poema Sinfónico de Darío (Oviedo: Fundación Méjica-Gobierno del Principado de Asturias, 2007. 2.ª ed. León, Nic., Universidad Nacional Autónoma de Nicaragua, 2009). Oratorio Filial (Madrid, edit. Betania, 2008). Pulso y Púa de Carlos:III, *(Madrid, Editorial Verbum), 2011
- Poesía de adoración' (Madrid, editorial Verbum, 2012).

## Obras en prosa
- Un Pensador Jesuita Vivista del s. XVII (Madrid, Estades, 1957; 2.ª edic. Managua, Novedades, 1958)
- Caracteres de la literatura hispanoamericana (Managua, Academia Nicaragüense de la Lengua 1964)
- Introducción a la Estilística (Managua, edit. Estrella, 1965; 2.ª edic., Managua, Universidad Centroamericana, 1967)
- Alfonso Cortés, al vivo (Managua, Imprenta Nacional,1966)
- Estudio de la Poética de Rubén Darío (Managua-México, Comisión Nacional del Centenario de RD, 1967), en colaboración con Julio Ycaza Tigerino; Ecce Homo (Managua, Academia Nicaragüense de la Lengua, 1969)
- La Subcultura de Nuestro Tiempo (Managua, publicaciones de La Hora Nacional,1972)
- Folklore nicaragüense y mestizaje (Madrid, Aldus, 1976)
- Mitología nicaragüense (Managua, Editorial Manolo Morales,1987; 2.ª edic. Managua, Academia de Geografía e Historia de Nicaragua, 2003)
- Pentagrama Familiar (Madrid, Verbum, 1993)
- Vírgenes ancestrales y otros relatos (Madrid, Verbum, 1993)
- Linaje de la poesía nicaragüense (Managua, Academia Nicaragüense de la Lengua, 1996)
- Mi Granada, poesía de ida y vuelta (Madrid, Sucesores de Rivadeneyra, 1998). Relatos Memoriosos y Cuentos de Hamaca (Managua, Academia Nicaragüense de la Lengua, 2013).

## Edición y antología
- Obras escogidas del Padre Juan Eusebio Nieremberg (Madrid, Biblioteca de Autores Españoles, 1957, 2 tomos).
- Rubén Darío: Antología Poética (Managua-León, Comisión Nacional del Centenario de RD., Editorial Hospicio, 1966) en colaboración con Pablo Antonio Cuadra.